# ATP de Joanesburgo
O ATP de Joanesburgo ou SA Tennis Open foi um torneio de tênis sul-africano, que fez parte do ATP Tour, realizado em piso de cimento (duro), é disputado na cidada de Johannesburg, na África do Sul.
Ele teve uma edição em 1976, voltou dois anos depois em 1978 até 1989, onde passaram grandes jogadores, com passagens de Vitas Gerulaitis, Pat Cash, Brad Gilbert, fica mais dois anos parado, e volta de 1992 a 1995, e retornou em 2009, com a vitória de Jo-Wilfried Tsonga, com muita tranquilidade.
Em 2010, o torneio fechou com apenas dois Top 20, Gael Monfils e David Ferrer, o atual campeão não defendeu o título, e com muitas surpresas os dois favoritos caíram na semifinal, e na decisão o espanhol Feliciano López, bateu o estreante em final de ATP, Stéphane Robert.

## Finais

### Simples
| Ano                                     | Campeão                            | Vice-campeão                       | Resultado                          |
| --------------------------------------- | ---------------------------------- | ---------------------------------- | ---------------------------------- |
| 2011                                    | Kevin Anderson                     | Somdev Devvarman                   | 4–6, 6–3, 6–2                      |
| 2010                                    | Feliciano López                    | Stéphane Robert                    | 7–5, 6–1                           |
| 2009                                    | Jo-Wilfried Tsonga                 | Jeremy Chardy                      | 6–4, 7–65                          |
| Torneio não realizado entre 2008 e 1996 |                                    |                                    |                                    |
| 1995                                    | Martin Sinner                      | Guillaume Raoux                    | 6–1, 6–4                           |
| 1994                                    | Markus Zoecke                      | Hendrik Dreekmann                  | 6–4, 6–4                           |
| 1993                                    | Aaron Krickstein                   | Grant Stafford                     | 6–3, 7–6                           |
| 1992                                    | Aaron Krickstein                   | Alexander Volkov                   | 6–4, 6–4                           |
| Torneio não realizado entre 1991 e 1990 |                                    |                                    |                                    |
| 1989                                    | Christo van Rensburg               | Paul Chamberlin                    | 6–4, 7–6, 6–3                      |
| 1988                                    | Jakob Hlasek                       | Christo van Rensburg               | 6–7, 6–4, 6–1, 7–6                 |
| 1987                                    | Pat Cash                           | Brad Gilber                        | 7–6, 4–6, 2–6, 6–0, 6–1            |
| 1986                                    | Amos Mansdorf                      | Matt Anger                         | 6–3, 3–6, 6–2, 7–5                 |
| 1985                                    | Matt Anger                         | Brad Gilbert                       | 6–4, 3–6, 6–3, 6–2                 |
| 1984                                    | Eliot Teltscher                    | Vitas Gerulaitis                   | 6–3, 6–1, 7–6                      |
| 1983                                    | Johan Kriek                        | Colin Dowdeswell                   | 6–4, 4–6, 1–6, 7–5, 6–3            |
| 1982                                    | Vitas Gerulaitis                   | Guillermo Vilas                    | 7–6, 6–2, 4–6, 7–6                 |
| 1981                                    | Vitas Gerulaitis                   | Jeff Borowiak                      | 6–4, 7–6, 6–1                      |
| 1980                                    | Kim Warwick                        | Fritz Buehning                     | 6–2, 6–1, 6–2                      |
| 1979                                    | José Luis Clerc                    | Deon Joubert                       | 6–2, 6–1                           |
| 1978                                    | Tim Gullikson                      | Tim Gullikson                      | 2–6, 7–6, 7–6, 6–7, 6–4            |
| 1977                                    | Final não realizada devido à chuva | Final não realizada devido à chuva | Final não realizada devido à chuva |
| 1976                                    | Onny Parun                         | Cliff Drysdale                     | 7–6, 6–3                           |

### Duplas
| Ano                                     | Campeões                              | Vice-campeões                      | Resultado                          |
| --------------------------------------- | ------------------------------------- | ---------------------------------- | ---------------------------------- |
| 2011                                    | James Cerretani Adil Shamasdin        | Scott Lipsky Rajeev Ram            | 6–3, 3–6, [10–7]                   |
| 2010                                    | Rohan Bopanna Aisam-ul-Haq Qureshi    | Karol Beck Harel Levy              | 6–2, 3–6, [10–5]                   |
| 2009                                    | James Cerretani Dick Norman           | Rik de Voest Ashley Fisher         | 76–7, 6–2, [14–12]                 |
| Torneio não realizado entre 2008 e 1996 |                                       |                                    |                                    |
| 1995                                    | Rodolphe Gilbert Guillaume Raoux      | Martin Sinner Joost Winnink        | 6–4, 3–6, 6–3                      |
| 1994                                    | Marius Barnard Brent Haygarth         | Ellis Ferreira Grant Stafford      | 6–3, 7–5                           |
| 1993                                    | Lan Bale Byron Black                  | Johan de Beer Marcos Ondruska      | 7–6, 6–2                           |
| 1992                                    | Pieter Aldrich Danie Visser           | Wayne Ferreira Piet Norval         | 6–4, 6–4                           |
| Torneio não realizado entre 1991 e 1990 |                                       |                                    |                                    |
| 1989                                    | Luke Jensen Richey Reneberg           | Kelly Jones Joey Rive              | 6–0, 6–4                           |
| 1988                                    | Kevin Curren David Pate               | Gary Muller Tim Wilkison           | 7–6, 6–4                           |
| 1987                                    | Kevin Curren David Pate               | Eric Korita Brad Pearce            | 6–4, 6–4                           |
| 1986                                    | Mike De Palmer Christo van Rensburg   | Andrés Gómez Sherwood Stewart      | 3–6, 6–2, 7–6                      |
| 1985                                    | Colin Dowdeswell Christo van Rensburg | Amos Mansdorf Shahar Perkiss       | 3–6, 7–6, 6–4                      |
| 1984                                    | Tracy Delatte Francisco González      | Steve Meister Eliot Teltscher      | 7–6, 6–1                           |
| 1983                                    | Steve Meister Brian Teacher           | Andrés Gómez Sherwood Stewart      | 6–7, 7–6, 6–2                      |
| 1982                                    | Brian Gottfried Frew McMillan         | Shlomo Glickstein Andrew Pattison  | 6–2, 6–2                           |
| 1981                                    | Bernard Mitton Raymond Moore          | Shlomo Glickstein David Schneider  | 7–5, 3–6, 6–1                      |
| 1980                                    | Bob Hewitt Frew McMillan              | Colin Dowdeswell Heinz Günthardt   | 6–4, 6–3                           |
| 1979                                    | Colin Dowdeswell Heinz Günthardt      | Raymond Moore Ilie Năstase         | 6–3, 7–6                           |
| 1978                                    | Bob Hewitt Frew McMillan              | Colin Dibley Geoff Masters         | 7–5, 7–6                           |
| 1977                                    | Bob Hewitt Frew McMillan              | Charlie Pasarell Erik Van Dillen   | 6–2, 6–0                           |
| 1976                                    | Final não realizada devido à chuva    | Final não realizada devido à chuva | Final não realizada devido à chuva |